# Universitatea din Craiova
Universitatea din Craiova este o instituție de învățământ superior de stat din Craiova, România. Universitatea a fost înființată în 1947 și cuprinde 12 facultăți. Universitatea din Craiova este o instituție de învățămant modernă ce deservește peste 26.000 de studenți, în anul 2017. Oferta academică cuprinde studii universitare, postuniversitare, masterale și doctorale.

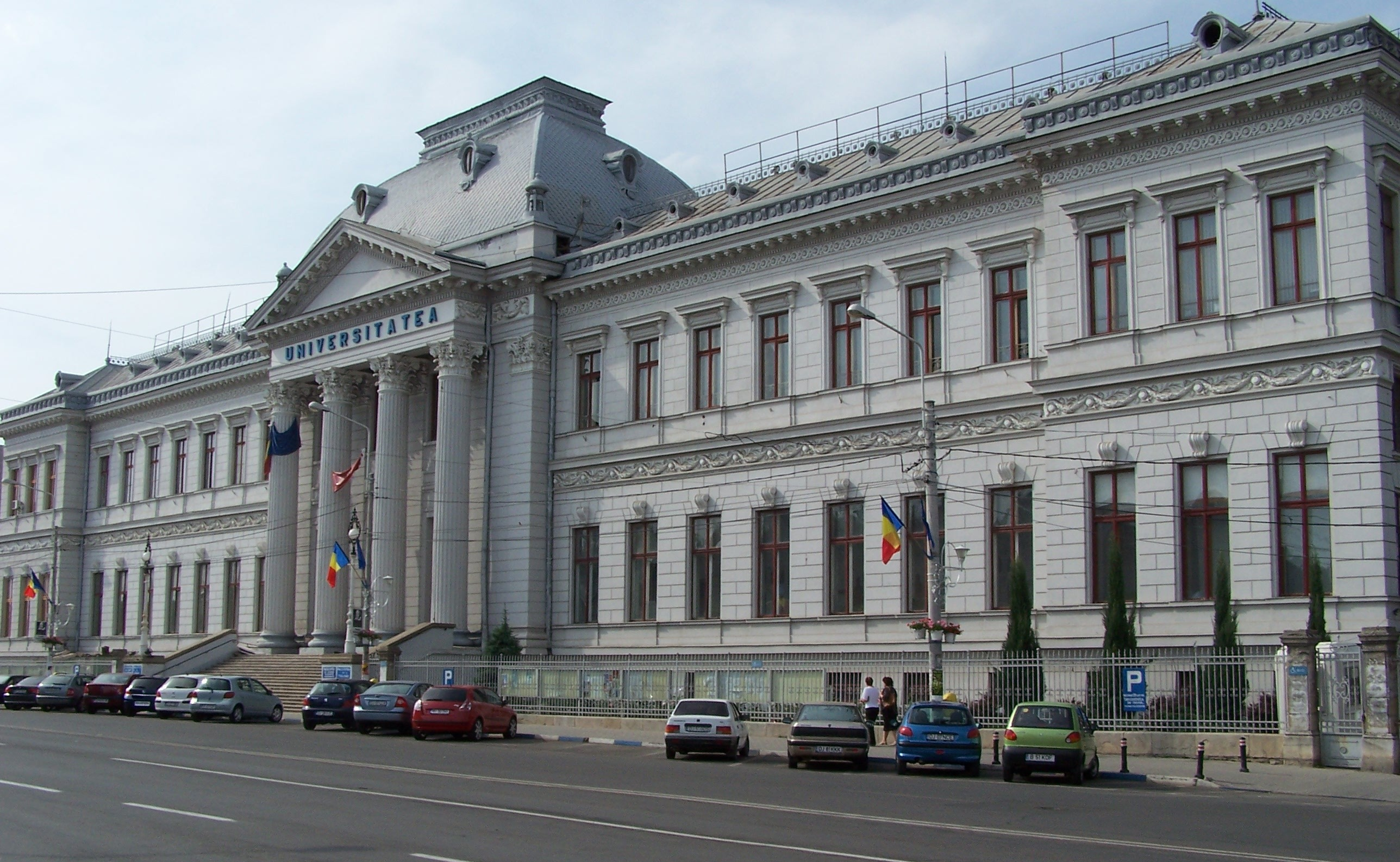
Universitatea astăzi

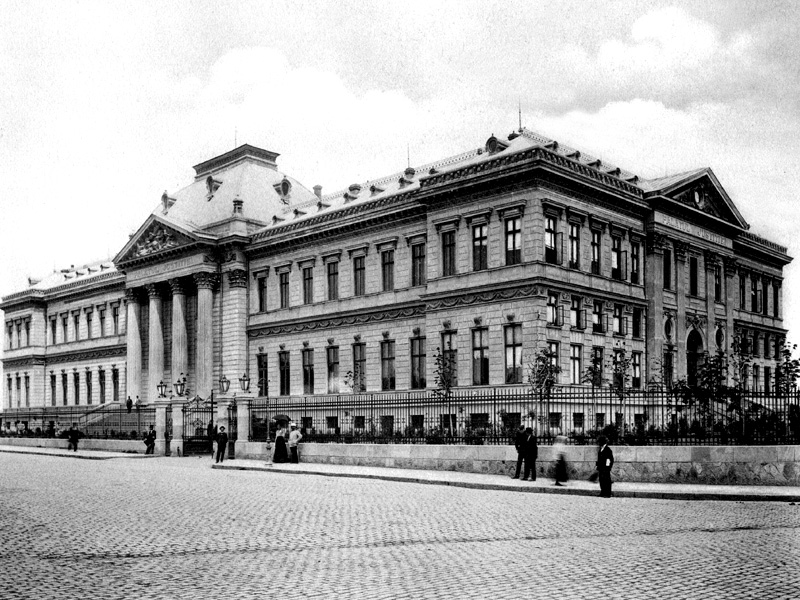
Clădirea Universității la 1900 (atunci Palatul de Justiție)

În 2011 a fost clasificată în a doua categorie din România, cea a universităților de educație și cercetare științifică.

## Istoric
Craiova este un vechi centru al învățământului românesc. Învățământul organizat este instituit aici în 1759 de Constantin Obedeanu. În primăvara anului 1826 școala Obedeanu este transformată în Școala Națională de Limba Română. Ca vechime, este a doua școală românească de grad mediu din Țara Românească, după liceul „Sfântu Sava” din București (1818).
Demersurile de întemeiere a unei instituții universitare în inima Olteniei au fost încununate prin Legea nr. 138 pentru înființarea și organizarea Universității din Craiova și a Eforiei ei, promulgată de Regele Mihai I, la 21 aprilie 1947 și publicată în Monitorul Oficial al Regatului României (25 aprilie 1947).
În 1947, se înființează Facultatea de Agronomie, redenumită, un an mai târziu, Institutul Agronomic (initial cu Facultatea de Agricultură și, pentru o perioadă, cu Facultatea de Mașini Agricole, iar mai târziu, și cu Facultatea de Horticultură). În paralel, în perioada 1951-1958, în Craiova a funcționat Institutul de Mașini și Aparate Electrice (cu Facultatea de Electrotehnică și, pentru scurt timp, Facultatea de Electrificare a Industriei, Agriculturii și Transporturilor).
În 1959, se înființează Institutul Pedagogic de 3 ani (cu Facultățile de Filologie, Fizică-Chimie, Matematică și de Științe Naturale).
Prin Hotărârea Consiliului de Miniștri nr. 894 din 27 august 1965 ia naștere Universitatea din Craiova. În hotărârea menționată se stabilea că Universitatea din Craiova va cuprinde: Facultatea de Matematică, Facultatea de Chimie, Facultatea de Filologie, Facultatea de Științe Economice, Facultatea de Electrotehnică, Facultatea de Agricultură și Facultatea de Horticultură. Hotărârea prevedea că, odată cu înființarea Universității, Institutul Agronomic își încetează activitatea, facultățile lui trecând în cadrul acesteia, iar Institutul Pedagogic de 3 ani va continua să funcționeze cu Facultatea de Istorie-Geografie și Facultatea de Științe Naturale, dar va fi integrat administrativ și funcțional noii instituții universitare.
În aceste condiții, în septembrie 1966 se deschid oficial cursurile Universității din Craiova, cu șapte facultăți de profil universitar, agronomic, tehnic și economic, și cu două facultăți de profil pedagogic. În perioada 1970-1998 avea să funcționeze și Facultatea de Medicină (astăzi, Universitatea de Medicină și Farmacie din Craiova).

## Campus
Universitatea din Craiova oferă aproximativ 3100 de locuri de cazare în cele 14 cămine studențești (plus unul la Drobeta Turnu-Severin) din 4 campusuri:
- Campus Agronomie
- Campus Mecanică
- Campus Electrotehnică
- Campus Educație Fizică și Sport

Toate campusurile sunt deservite de personal de îngrijire și întreținere. 

### Facilități
Toate căminele Universității din Craiova dispun de săli de lectură pentru studenți și săli de tratament, iar căminele 3, 6, 7, 10, 12 și 14 au spălătorii, unde sunt montate mașini de spălat cu cartele reîncărcabile și jetoane, precum și oficii de preparare a hranei, dotate la standarde europene. Ele sunt legate la rețeaua de televiziune prin cablu, fiind conectate la internet prin rețeaua RoEduNet. 
Toți studenții Universității din Craiova beneficiază de consultații medicale gratuite, de medicină generală și stomatologie, prin intermediul Cabinetului Medical Studențesc pentru afecțiuni acute și/sau cronice, bilete de trimitere pentru alte specialități, recomandare pentru analize medicale și interpretarea acestora.

### Presa la Universitatea din Craiova
TeleUniversitatea (Tele U), transmite în Craiova și în localitățile învecinate, are emisie de 24 de ore, 15 ore sunt acoperite cu emisiuni producție proprie și 9 ore de videotext. Tele U susține diversele activități desfășurate în cadrul Universității din Craiova, oferta educatională a fiecărei facultăți în parte, prin promovarea acestora în cadrul știrilor și al emisiunilor. Este disponibil în grila digitală din Județul Dolj a operatorului de cablu RCS & RDS pe poziția 212, pe frecvența de 338 MHz (frecvența locală).
În cadrul jurnalelor live, postul de televiziune informează cetățenii despre evenimentele importante care au loc zilnic în zona Olteniei, punând accent pe educație, cultură și administrație.
Radio Campus Craiova este un post de radio studențesc, cu transmisiune online. Scopul său este promovarea activităților desfășurate în Universitate, transmiterea informațiilor de interes pentru studenți, precum și elaborarea grilei de programe în concordanță deplină cu nevoile și așteptările studenților. Activitățile din cadrul radioului studențesc sunt desfășurate de către studenți voluntari de la diferite specializări ale Universității din Craiova și contribuie esențial la aplicarea dreptului la liberă exprimare al studenților. Radio Campus oferă prilejul studenților de la specializările din domeniul jurnalismului și al comunicării să facă practică într-un cadru modern și eficient. Pe lângă acestea, Radio Campus oferă și posibilitatea realizării unor producții audio proprii în studioul amenajat în căminul nr. 6 din campusul Facultății de Mecanică.
Vivat studentia este o publicație electronică a studenților de la specializarea Jurnalism. Subiectele se referă exclusiv la viața studențească.

### Bibliotecă
Biblioteca Universității din Craiova este o structură cultural științifică, de drept public, fără personalitate juridică, funcționând ca unitate aferentă Universității. Înființată în anul 1948 ca Bibliotecă a Institutului Agronomic Tudor Vladimirescu, aceasta devine în 1966 bibliotecă universitară cu profil enciclopedic susținând procesul de instruire, formare, educare și cercetare și deservind prioritar studenții, cadrele didactice și cercetătorii Universității. În cadrul Bibliotecii funcționează Centrul de Documentare Europeană (European Documentation Centre), Punctul de Acces la Informații (Point d’access a l’information) și Biblioteca Institutului Goethe (Deutscher Lesesaal). În prezent, Biblioteca deține un fond de aproximativ 1 milion de volume.

## Învățământ și cercetare
Există aici următoarele facultăți:
1. Facultatea de Agronomie
2. Facultatea de Automatică, Calculatoare și Electronică
3. Facultatea de Drept
4. Facultatea de Economie și Administrarea Afacerilor
5. Facultatea de Educație Fizică și Sport
6. Facultatea de Horticultură
7. Facultatea de Inginerie Electrică
8. Facultatea de Litere
9. Facultatea de Mecanică
10. Facultatea de Teologie Ortodoxă
11. Facultatea de Științe
12. Facultatea de Științe Sociale

Din structura Universității din Craiova fac parte și trei departamente:
1. Limbi moderne aplicate
2. Matematici aplicate
3. Pregătirea personalului didactic

## Performanțe

### Burse studențești
- Bursă de performanță
- Bursă de merit
- Bursă socială
- Bursă de ajutor social ocazional
- Bursa Forumul Carierei
- Bursa Incesa pentru activitățile de cercetare aplicativă.

Studenții pot primi și burse de la persoane fizice sau juridice – agenți economici, asociații  nonguvernamentale, fundații etc. – pe baza de contract încheiat direct cu studenții. 